# Johan Cardon

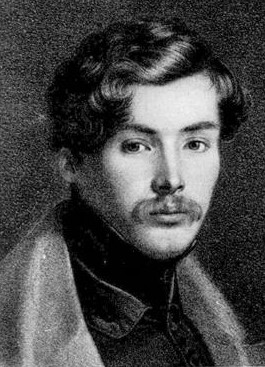
Johan Elias Cardon, självporträtt i litografi, 1833.

Johan Elias Cardon, född 17 oktober 1802 i Stockholm, död 3 juli 1878 i Stockholm, var en svensk konstnär, litograf och hovgravör. Han var bror till litograferna Oskar och Daniel Cardon.

## Biografi
Cardon gifte sig med Britta Kristina Sundberg (född 14 september 1812, död 7 juli 1894). De fick två döttrar: Ida Cardon (född 13 juli 1839, död 10 mars 1881) och Kerstin Cardon.
Cardon var av vallonsk släkt. Efter ett års studier i handelslära i Härnösand hoppade Cardon av utbildningen för att bli elev hos kopparstickaren Christian Forssell i Stockholm. Samtidigt studerade han vid Konstakademien. På ett kungligt stipendium kunde han studera litografins teknik i Paris 1830–1831 och 1833–1834 samt i München 1832. 
Han blev agré vid Konstakademien 1835 och ledamot 1843 med titeln kunglig litograf. 
Tillsammans med Anders Magnus Spong startade han 1835 ett litografiskt tryckeri där man införde de moderna litografimetoder Cardon studerat i Tyskland och Frankrike. 
Hans produktion omfattar omkring 600 blad huvudsakligen med porträtt. Hans största samlade porträttverk gavs ut 1842 under namnet Galleri af utmärkta svenska lärde, vitterhetsidkare och konstnärer från Gustaf I:s till nuvarande tid. 
Han är representerad bland annat vid Uppsala universitetsbibliotek, Kalmar konstmuseum, Nationalmuseum, Helsingborgs museum, Malmö museum, Nordiska museet, Sjöhistoriska museet, Smålands museum, Vänersborgs museum, Västergötlands museum, Upplandsmuseet, Örebro läns museum, Marinmuseum, Kungliga biblioteket, Linköpings stadsbibliotek, Lunds universitetsbibliotek, Göteborgs stadsmuseum, Sörmlands museum, Livrustkammaren, Skoklosters slott, Kulturen, Litografiska museet och Blekinge museum.

## Verk

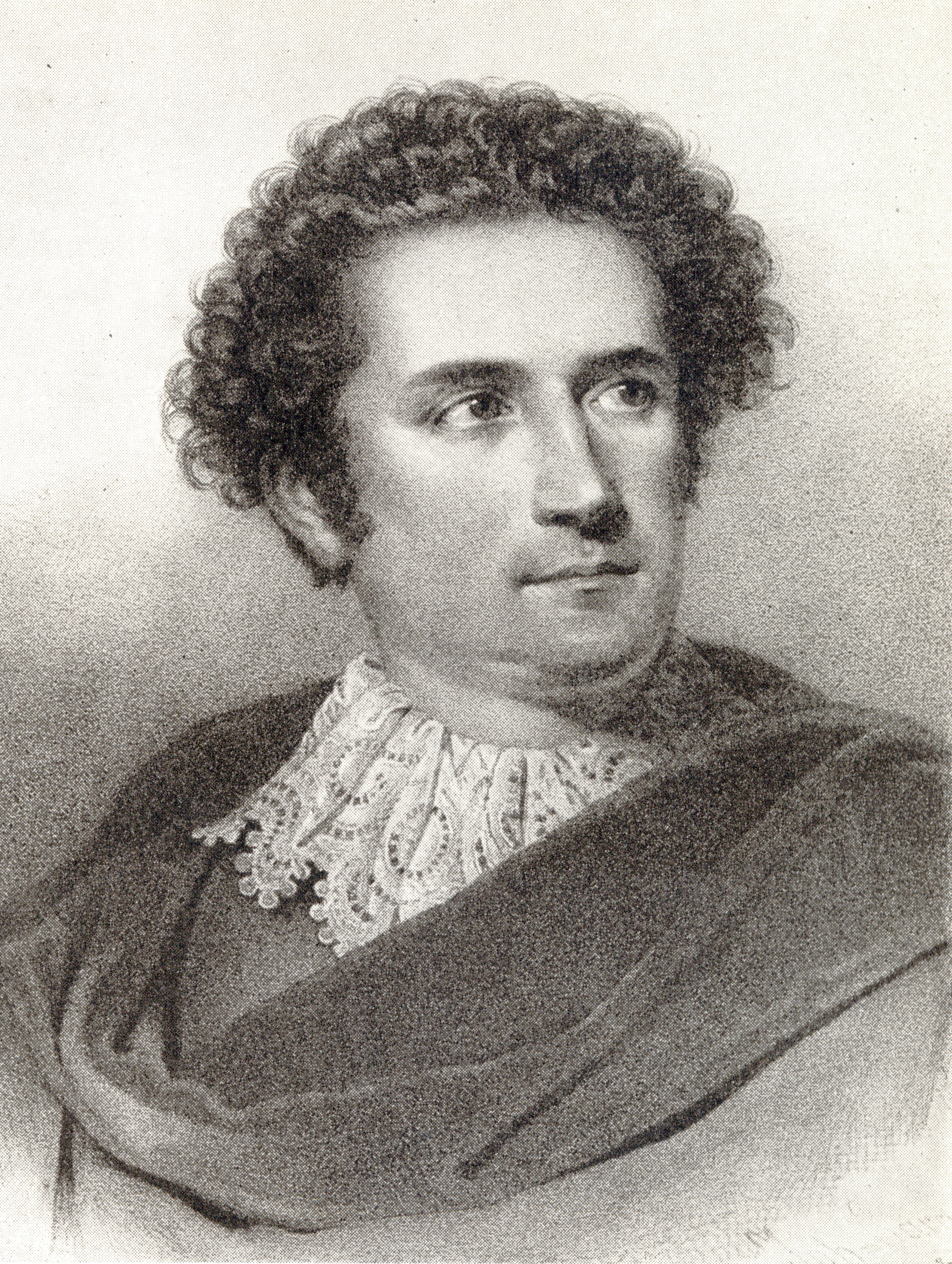
Nils Almlöf, skådespelare, i rollen som Hamlet, litografi cirka 1830.
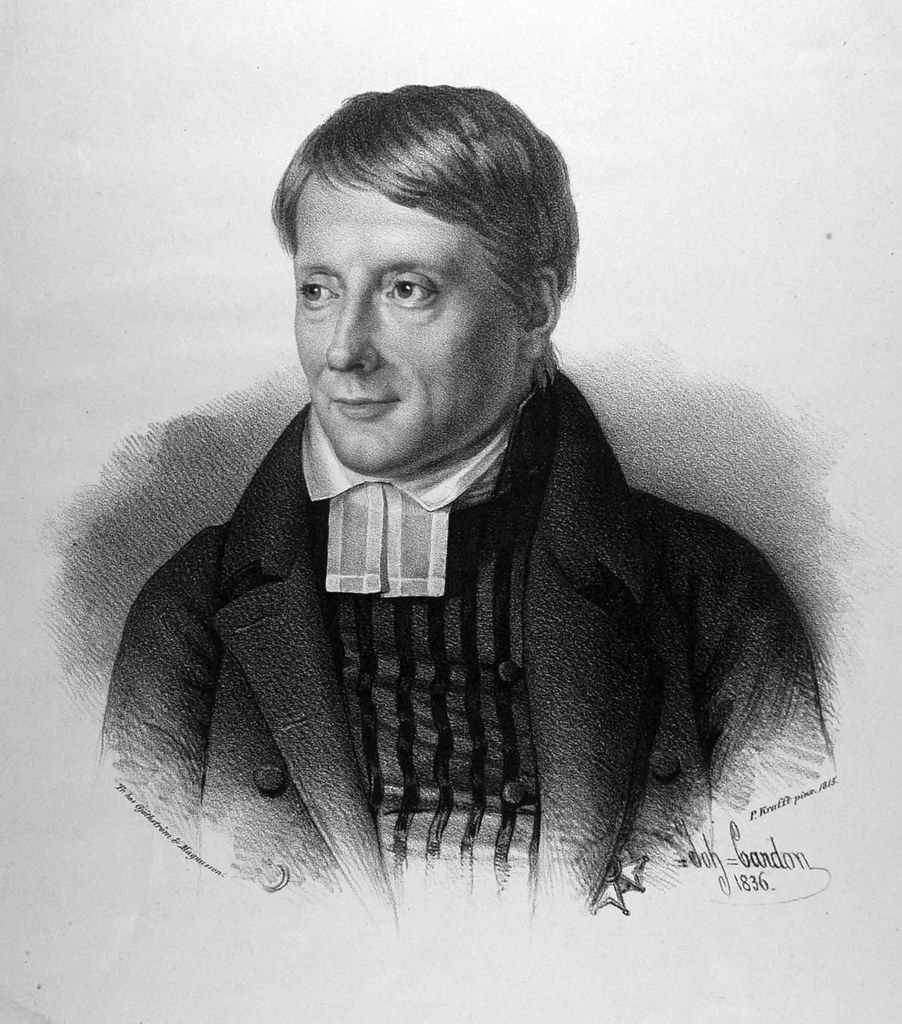
Carl Johan Knös, historiker, teolog, predikant och pedagog, litografi 1836.
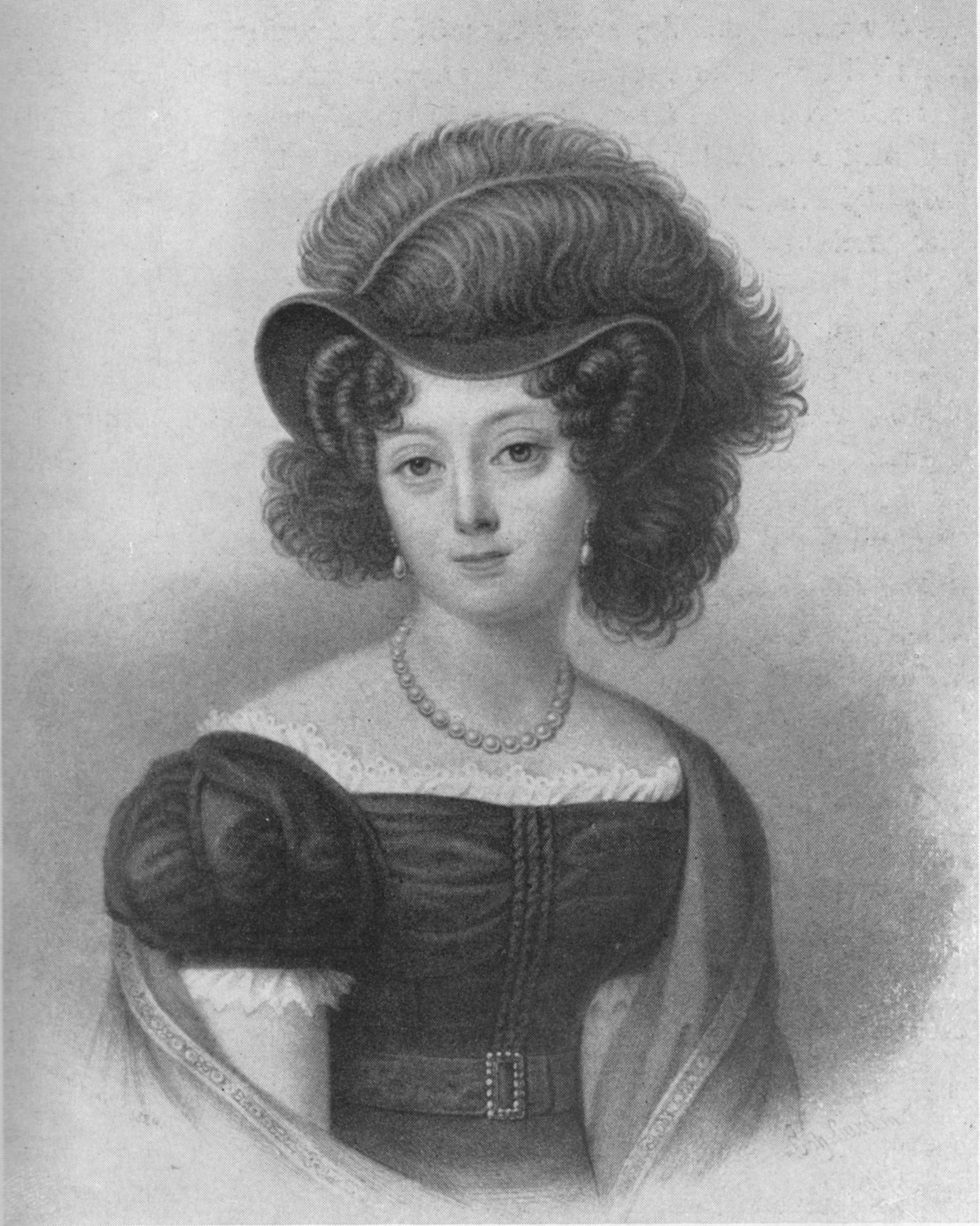
Jacquette Löwenhielm, grevinna och hovfröken, litografi 1824.
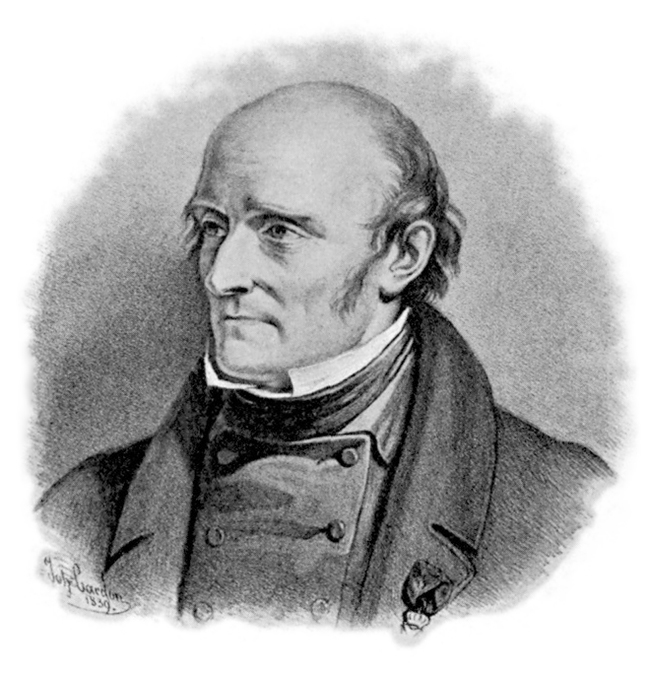
Per Henrik Ling, gymnastikpedagog och skald, litografi 1839.